# 6-я армия (Франция)
6-я армия (фр. 6 armée) — французская армия участвовавшая в первой и второй мировых войнах.
Сформирована 26 августа 1914 году и состояла из двух армейских корпусов, 3-х и 1-х армий, 5-х и 6-х групп резервных дивизий, 45-й и 7-й группировки, 37-й пехотной дивизии  и из кавалерийского корпуса. Расформирована в 1940 году.

## Командиры
- Генерал Мишель Жозеф Монури (26 августа 1914 - 13 марта 1915)
- Генерал Пьер Жозеф Дюбуа (13 марта 1915 - 26 февраля 1916)
- Генерал Эмиль Файоль (26 февраля - 19 декабря 1916 г.)
- Генерал Шарль Манжен (19 декабря 1916 - 4 мая 1917)
- Генерал Поль Местр (4 мая - 11 декабря 1917 г.)
- Генерал Дени Огюст Дюшен (11 декабря 1917 - 10 июня 1918)
- Генерал Жан-Мари-Жозеф Дегутт (10 июня - 11 сентября 1918 г.)
- Генерал Антуан Бошерон де Буасуди (15 октября - 18 ноября 1918 г.)
- Генерал Жан-Мари-Жозеф Дегутт (18 ноября 1918 г.)
- Генерал Антуан-Мари-Бенуа Бессон (2 сентября 1939 - 16 октября 1939)
- Генерал Рене Ольри (16 октября 1939 - 13 февраля 1940)
- Генерал Роберт-Огюст Тушон (13 февраля - 1 июля 1940 г.)